# Pax (divinità)
Pax (latino per pace), più comunemente nota come Pace, era la dea romana della pace derivata e adottata dall'antico equivalente greco Eirene. Pax era vista come la figlia del dio supremo romano Giove e della dea Giustizia. Il culto della pace fu organizzato e reso popolare durante il dominio dell'imperatore Augusto che usò le sue immagini per stabilizzare l'impero dopo gli anni di tumulti e guerre civili della tarda repubblica. Augusto commissionò un altare della pace in suo onore:l'Ara Pacis; l'imperatore Vespasiano le costruì un foro e tempio sul Campus Martius chiamato Forum Pacis. La festività a lei dedicata è il 3 gennaio. Nell'arte è comunemente raffigurata mentre tiene in mano rami di ulivo come offerta di pace, così come un caduceo, una cornucopia, un mais e uno scettro. La dea è anche spesso associata alla primavera.

## Storia del culto

### Rappresentazioni antiche e influenza greca
Pax era una divinità non riconosciuta durante la prima repubblica poiché aveva poco a che fare con la tradizione romana. Tuttavia, le città-Stato della Grecia adoravano l'equivalente di Pax - Eirene, sin dalla prima età del bronzo e il suo culto raggiunse l'apice durante l'ascesa dell'impero ateniese e la guerra del Peloponneso.
Come ha spiegato Weinstock, l'idea e la parola romana per la pace (pax) derivano da "pacisci" e sono state viste come più di un patto a conclusione di guerra e porta a una resa o a un'alleanza con un'altra fazione piuttosto che la nozione di pace di oggi come mancanza di guerra. La pace era vista come la sottomissione alla superiorità romana, era il risultato della guerra e non la sua assenza. La conquista portava alla pacificazione.

### Pax Romana e Primo Impero
Il culto della Pax si impose durante il regno di Augusto Cesare e il primo impero. Augusto introdusse la dea Pax per stabilizzare il suo regno e per segnalare alla popolazione che gli anni precedenti di guerra civile e tumulto,legati al decadimento e alla caduta della repubblica erano finiti, mentre il suo regno aveva acquistato la pace e la direzione per l'impero. Pax apparve per la prima volta come Eirene con il caduceo e questo può essere visto nella commissione di Augusto dell'dell'Ara Pacis o altare della pace e nel conio dell'epoca. Alcuni sostengono che Pax avrebbe potuto essere più uno slogan politico che una vera dea, un patto per porre fine alla guerra civile e riportare prosperità all'impero attraverso il nuovo sistema imperiale.

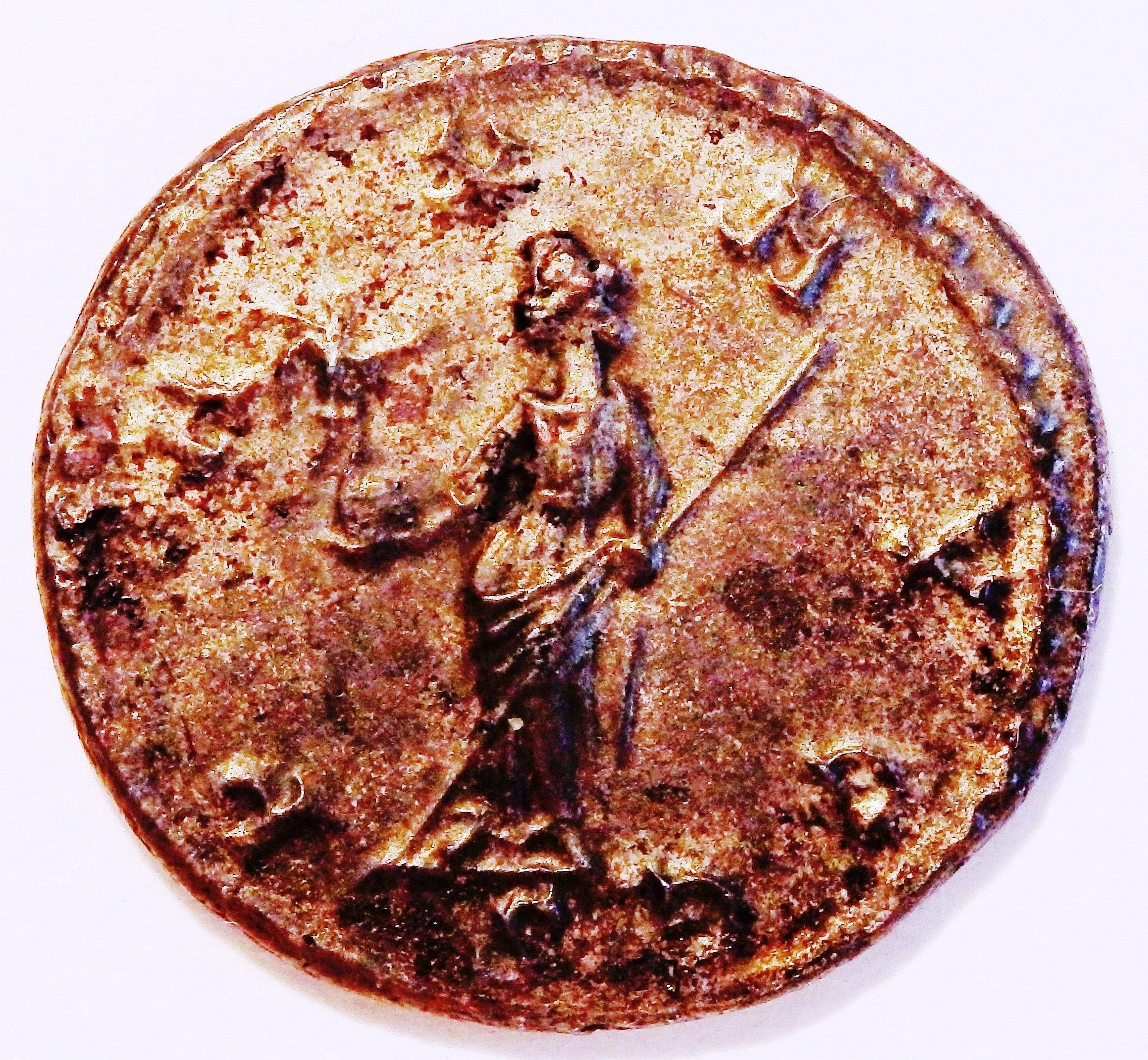
Pax sul retro di un Antoniniano dell'imperatore Massimiano.

Augusto usava spesso eventi ed espressioni religiose per sottolineare i suoi messaggi politici come quando divenne Pontifex Maximus o il "più grande sacerdote". La sua costruzione dell'Ara Pacis simboleggiava la pace per i cittadini romani sotto il suo dominio e alcune colonie furono ribattezzate in onore della dea e Augusto, come la Pax Julia che diventò Pax Augusta nell'antica Lusitania, inoltre, il conio che circolava nelle colonie che sostenevano Augusto come portatore di pace, mostra il busto di Augusto in un lato e la dea Pax sul lato opposto. Augusto tentò di fondare un culto di Pax nelle province di Spagna e Gallia, come fece per con il culto imperiale. Il regno di Augusto enfatizzò la nozione di pace per i cittadini romani e per i popoli recentemente soggiogati come un modo possibile per portare solidarietà al primo impero e consolidare la sua filosofia politica. Il messaggio imperiale voleva comunicare che i cittadini romani godevano della dea Pax e dei suoi benefici solo a causa dell'impero di Augusto e della forza dei suoi eserciti.
Il legame tra l'imperatore e Pax, o il suo equivalente, non era una nuova idea e aveva origini greche con Alessandro Magno e poi con Pompeo e Giulio Cesare, in questo periodo Pax non era vista come una divinità potente come Giove ma una ramificazione della forza e dell'influenza dell'imperatore.

#### Dopo Augusto
I successori di Augusto, durante la dinastia giulio-claudiana, continuano a sottolineare questa connessione tra l'impero e la dea, l'immagine di Pax cambia con il tempo attorno al regno di Claudio, dove la sua figura diventa alata. Il culto di Pax continuò con Vespasiano che stabilì la dinastia dei Flavi e pose fine alla guerra civile e all'instabilità dell'"Anno dei Quattro Imperatori". Vespasiano costruì il Foro Pacis nel 75 d.C. in onore della dea e continuò a collegare la dea Pax al dio Giano visto nella costruzione del tempio Giano Quadrifronte vicino al Foro Pacis, poiché la chiusura delle porte di Janu era vista come la conclusione di la guerra e l'inizio della pace, cosa che Augusto fece nei suoi primi anni da imperatore.
Pax e pace sarebbero diventati in seguito sinonimi di Augusto nel periodo noto come Pax Augusta e, in seguito, gli studiosi si sarebbero riferiti al tempo della pace come la Pax romana, il che significa che la stabilità e la pace furono raggiunte attraverso il potere dell'imperatore per limitare i combattimenti all'interno dell'impero e sconfiggendo minacce straniere come la sottomissione di Germania, Pannonia, Egitto, ecc...

### Declino dell'adorazione e dell'effetto del cristianesimo
Durante l'evoluzione dell'impero romano e della pax romana i conquistati furono integrati nella società, gli schiavi furono liberati e l'impero smise di essere violento con il popolo. Le ribellioni e la pirateria erano diminuite e l'impero si era consolidato e stabilizzato sotto l'imperatore Adriano e la dinastia Nerva - Antonina. Ciò ha portato gli scrittori contemporanei come Plutarco, a scrivere “per quanto riguarda la pace, i popoli non hanno attualmente bisogno delle statue; perché tutta la guerra, sia greca che straniera, è stata bandita da noi ed è scomparsa ”. I cittadini romani stavano quindi diventando meno violenti e meno disposti a servire nelle legioni degli imperi e stavano diventando più sottomessi all'autorità imperiale. Ciò tuttavia era in antitesi con gli dei pagani, che i loro antenati avevano adorato e collegato ai loro imperatori e eserciti, quindi divennero meno rilevanti per lo poltergeist romano. La nuova leadership spirituale si trovava sempre più nel cristianesimo. La Pax Romana ebbe un effetto sull'adozione e l'accettazione degli insegnamenti del cristianesimo riguardo alla pace e alla povertà, così Pax come significato di pace fu sostituita da Gesù Cristo. Eusebio di Cesarea, un leader della chiesa nel IV secolo, scrisse "non è stato per puro caso umano, ma per decisione di Dio che l'impero universale della pace è arrivato in tempo per la religione universale della pace". La pace romana dell'epoca, tuttavia, era ancora regolarmente sostenuta dalla violenza e erano ancora necessarie incursioni nei territori barbarici di Partia e Germania. 
La religione cristiana ha avuto un effetto sul cambiamento della percezione della parola "pace" nel mondo romano, in cui è stata trasformata in un concetto più simile alla descrizione odierna della pace. L'introduzione del cristianesimo come religione unica dell'impero nel 382 d.C., la caduta del dell'Impero Romano d'Occidente e le invasioni barbariche del IV e V secolo hanno portato al crollo completo del culto di Pax. Mentre c'erano differenze tra Pax e Gesù, il concetto di pace durante la Pax Romana avrebbe potuto ispirare parte del messaggio pacifico visto nell'enfasi della pace del cristianesimo e nella sua connessione con la prosperità.

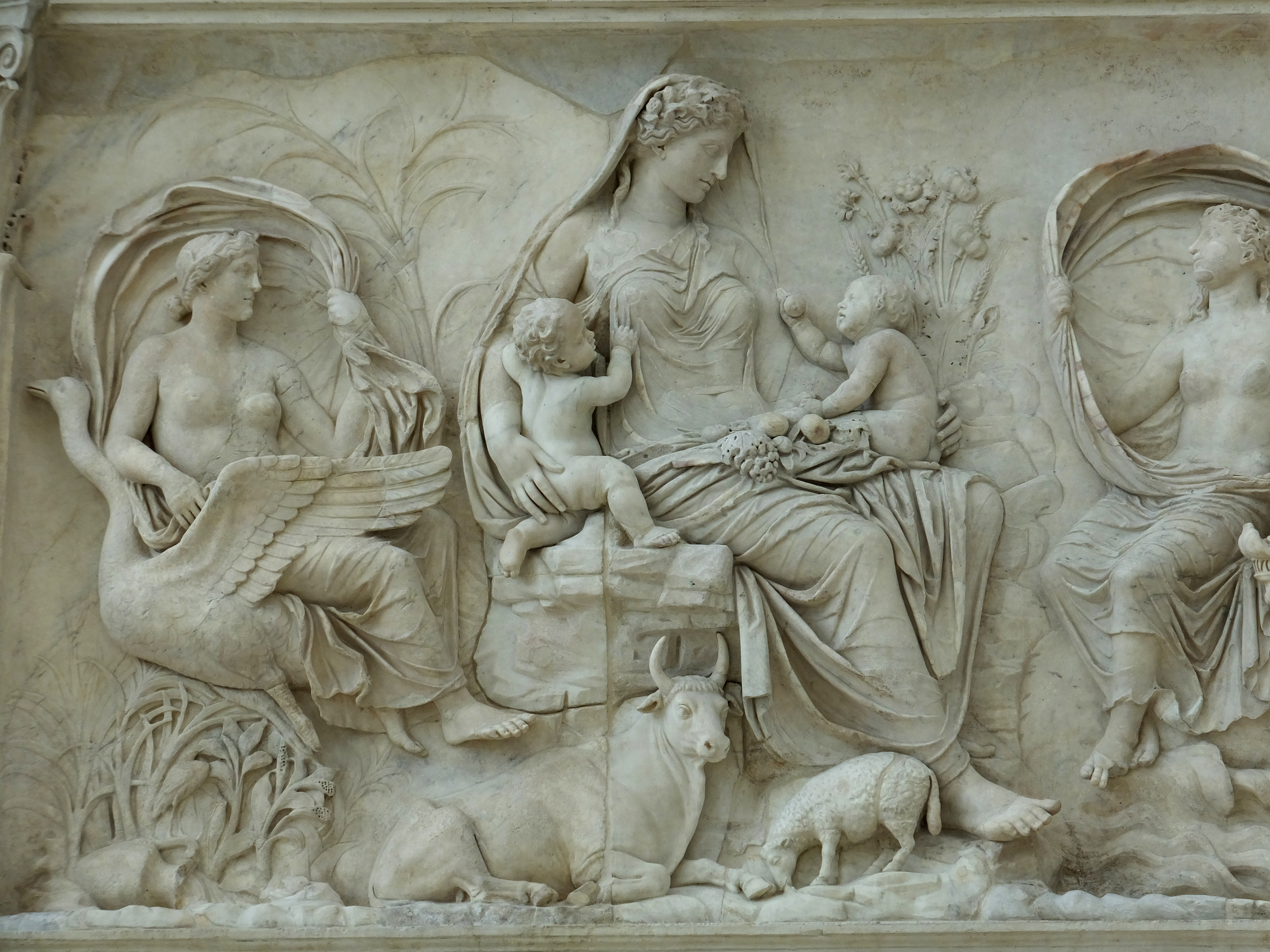
Raffigurazione di Pax sull'Ara Pacis.

### Raffigurazioni artistiche di Pax
Sulle monete della Repubblica si trovano dei riferimenti che potrebbero indicare Pax prima del 44 a.C., ma includevano solo i simboli della dea e nessuna personificazione. Le prime raffigurazioni di pace sulle monete fu nei denari del 137 a.C., che furono distribuiti per recuperare un trattato tra Roma e l'Epiro, dopo le guerre sannitiche. Su questi c'era una donna circondata da animali da fattoria come maiali e sul lato opposto due soldati si fronteggiano mentre tenevano un maiale in sacrificio. Nel 49 a.C. un minatore noto come Sicino creò un denario con una corona di alloro, un caduceo e una palma della vittoria, forse lo fece per evocare l'idea dell'unità domestica e l'associazione della pace con la prosperità. Pax sotto Augusto assunse la sua forma nota quando dimostrò che la pace acquistava ricchezza, il che era contraddittorio con la tradizionale comprensione romana che solo la guerra e la conquista offrivano ricchezza sotto forma di bottino e saccheggio. Nell'immagine di Pax furono incorporati frutti e cereali, questo forse per mostrare il ritorno all'abbondanza dell'agricoltura, molti veterani durante l'impero spesso si stabilivano nelle fattorie - in particolare dopo le guerre civili. Pax è stata anche raffigurata con due gemelli, forse a rappresentare l'armonia domestica raggiunta attraverso la Pax Romana. Questo perché la fertilità in casa era stimolata quando il padre della famiglia non era in giro e non combatteva nelle legioni. Le immagini di mucche, maiali e pecore sull'Ara Pacis hanno mostrato l'abbondanza di cibo e allevamento durante la Pax Romana e questi animali sono stati regolarmente scarificati a Pax. Pax è anche mostrata con una cornucopia per enfatizzare ulteriormente l'opulenza e la ricchezza durante questa era d'oro romana. Durante gli ultimi anni della sua adorazione, raramente veniva mostrata con in mano il caduceo e veniva sempre più mostrata mentre condivideva molte altre caratteristiche comuni ad Augusto: il suggerimento alla Pax Augusta.